# Jean-Yves Soucy
Pour les articles homonymes, voir Soucy.
Jean-Yves Soucy est un romancier et scénariste québécois, né le 2 mars 1945 à Causapscal, dans le Bas-Saint-Laurent, et mort le 6 octobre 2017 à Montréal.

## Biographie
Il exerce divers petits métiers (comptable pendant six ans dans un établissement bancaire, travailleur social et administrateur chez les Petits Frères des pauvres de Montréal entre 1972 et 1977), avant de vivre de sa plume à partir de 1976. Il publie en carrière plusieurs romans à succès et des contrats qui lui permettent d'exercer son art. Il est ainsi journaliste à Radio-Canada international de 1978 à 1979 et signe des textes pour l'émission jeunesse Pop Citrouille. Il occupe ensuite divers postes à Radio-Québec, allant d'agent d'information aux relations publiques (1979-1980), à rédacteur à la pige (1980-1983), puis à scénariste (1983-1984). De 1986 à 1987, il est scénariste à Radio-Québec et à Radio-Canada, en plus d'être rédacteur en chef adjoint au magazine Livre d'ici. 
Un dieu chasseur, son premier roman, est récompensé en 1976 par le prix de la revue Études françaises et le prix littéraire de La Presse 1978. Le roman historique Un été sans aube (1991), écrit en collaboration avec Agop J Hacikyan, devient un gros succès de librairie : il sera réimprimé en 2002. 
Il a été réviseur pour des maisons d’édition ou « écrivain de l’ombre » pour des livres à succès.  C’est sous sa direction que plusieurs romans populaire à succès furent édités, comme La Cordonnière de Pauline Gill.  Il a parrainé de jeunes écrivains dans le cadre du programme de l’UNEQ et de celui de l’Institut canadien de Québec. De 1996 à 2005, il a été directeur littéraire de VLB éditeur, puis de 2005 à 2010, éditeur du Groupe Ville-Marie Littérature. Il a été aussi président du Salon du livre de Montréal (1983-1985), membre du Conseil consultatif du livre et de la lecture (1984-1985), vice-président puis président de la Commission du droit de prêt public (1992-1996) et vice-président de l’Association nationale des éditeurs de livres (2005-2006). 
Le fonds d'archives de Jean-Yves Soucy (MSS437) est conservé au centre BAnQ Vieux-Montréal de Bibliothèque et Archives nationales du Québec.

## Œuvre

### Romans et récits
- Un dieu chasseur (1976)
- Les Chevaliers de la nuit (1980)
- Erica (1984)
- Un été sans aube (1991)
- Affaires étrangères (1993)
- Le Fruit défendu (1993)
- Les pieds dans la mousse de caribou, la tête dans le cosmos (2018)
- Waswanipi (2020)

### Recueils de contes et nouvelles
- L'Étranger au ballon rouge (1981)
- Dix contes et nouvelles fantastiques (1983), recueil collectif
- Les Esclaves (1987)
- La Buse et l'Araignée (1988)
- Amen (1988)

### Autres publications
- Parc LaFontaine - ...et je mourrai sans être vieux (1983)
- Secrets de famille (1995), réédité sous le titre Les Secrets de famille des sœurs Dionne en 1996